# ای‌بی‌تی اسپورتلاین
ای‌بی‌تی اسپورتلاین (انگلیسی: Abt Sportsline) شرکت خودروسازی آلمانی است، که در سال ۱۸۹۶ تأسیس شد.